# Хлопонин, Александр Геннадиевич
Алекса́ндр Генна́диевич Хлопо́нин (род. 6 марта 1965, Коломбо, Цейлон) — российский государственный деятель и предприниматель. Долларовый миллионер. Советник ректора Финансового университета при Правительстве Российской Федерации.
Губернатор Таймырского (Долгано-Ненецкого) автономного округа с 21 февраля 2001 по 10 октября 2002. Губернатор Красноярского края (сентябрь 2002 года — 19 января 2010 года); Полномочный представитель президента Российской Федерации в Северо-Кавказском федеральном округе (19 января 2010 — 12 мая 2014); заместитель председателя правительства Российской Федерации с 19 января 2010 по 18 мая 2018 года.
С июля 2008 года полковник запаса. С февраля 2010 года включён в состав Совета безопасности РФ. 30 октября 2010 года вступил в Терское казачье войско.
Член партии «Единая Россия». С марта 2003 года по февраль 2016 года являлся членом Высшего совета партии «Единая Россия».

## Биография

### Происхождение. Ранние годы
Родился 6 марта 1965 года в столице Цейлона г. Коломбо. По вероисповеданию православный.
Его отец, выпускник Московского финансового института Геннадий Тихонович Хлопонин, работал переводчиком Государственного комитета внешнеэкономических связей при МИД СССР. Работа отца была связана с длительными командировками, в которых его сопровождала жена. Родителей Александр видел лишь летом, приезжая к ним на каникулы. А весь год жил с бабушкой и дедушкой (по матери) в Москве в районе Ботанического сада. О том, что он родился в дипломатической семье, Александр узнал только когда отец вышел на пенсию.

Первая моя школа была — спецшкола № 30 с преподаванием ряда предметов на иностранном языке. Находилась она напротив Кукольного театра в Москве

После окончания школы в 1982 году Александр поступил в тот же институт, что ранее окончил его отец — в Московский финансовый институт на факультет международных экономических отношений. Позднее он рассказывал, что проскочить туда даже по блату было далеко не просто: «Абы кого не брали, все были лоббированные, вот между ними и разгоралась конкуренция».
После первого курса 18-летний Александр был призван в армию (отсрочка студентам в те годы была отменена). Срочную службу с 1983 по 1985 год проходил на Украине, недалеко от Херсона и от Одессы в пехоте, механиком-водителем БМП. Вернувшись из армии, продолжил учёбу, и в 1989 году окончил институт. Свободно владеет английским и французским языками. Однокурсниками Хлопонина были Михаил Прохоров и Андрей Козлов (окончили институт также в 1989 году).
После окончания института начал работать в отделе государственных кредитов Внешэкономбанка СССР.

### «Международная финансовая компания» (1992—1996)
В феврале 1992 года Владимир Потанин создал акционерное общество «Международная финансовая компания» (МФК), учредителями которой, в частности, выступили Международный банк экономического сотрудничества, Банк внешней торговли РСФСР, Сберегательный банк РСФСР, ВЭА «Интеррос». Возглавили МФК президент внешнеэкономической ассоциации «Интеррос» Владимир Потанин и бывший начальник отдела валютно-экспортных операций Международного банка экономического сотрудничества при СЭВ Михаил Прохоров. 27-летний Александр Хлопонин стал первым заместителем председателя правления банка, Михаила Прохорова.
В 1994 году «Международная финансовая компания» получила лицензию на банковские услуги. Тогда же в 1994 году Хлопонин стал председателем правления банка «МФК».
В 1996 году — президент банка «Международная финансовая компания».

### «Норильский никель» (1996—2001)
С мая 1996 года — и. о. председателя правления ОАО «Российское акционерное общество по производству цветных и драгоценных металлов „Норильский никель“». А в июне того же года был назначен генеральным директором и председателем правления ОАО «Норильский никель», вошёл в состав совета директоров этой компании. «Норильский никель» был приобретён «МФК» и «ОНЭКСИМ Банком», ещё одной компанией Потанина, в ходе залоговых аукционов 1995 года. В то время А. Г. Хлопонин был членом совета директоров ОНЭКСИМ Банка.
С 1998 года — член совета директоров ОАО «Кольская горно-металлургическая компания».
С июня 1999 года — член совета директоров «ОНЭКСИМ Банка», с ноября — член правления Российского союза промышленников и предпринимателей.

### Губернатор Таймырского (Долгано-Ненецкого) АО (2001—2002)
28 января 2001 года избран губернатором Таймырского (Долгано-Ненецкого) автономного округа, набрав 63,8 % голосов избирателей и опередив бывшего губернатора Геннадия Неделина (36,8 %). Вступил в должность 21 февраля.
28 апреля 2002 года при катастрофе вертолёта Ми-8 погиб губернатор Красноярского края Александр Лебедь, после чего на осень были назначены внеочередные выборы на пост главы Красноярского края. Александр Хлопонин выдвинул свою кандидатуру. Фаворитом считался председатель Законодательного собрания края Александр Усс. 8 сентября в первом туре выборов Александр Хлопонин занял второе место, набрав 25,2 % голосов избирателей, и вышел во второй тур вместе с Александром Уссом (27,6 %). Оба они опередили депутата Госдумы С. Ю. Глазьева с 20 % и главу Красноярска П. И. Пимашкова с 15 %.
22 сентября во втором туре Хлопонин одержал победу на выборах, набрав более 48 % голосов избирателей против 42 % у Александра Усса, при этом выиграл почти на всех территориях, кроме Красноярска и Ачинска, наибольшую поддержку получил в Норильске (при поддержке «Норильского никеля»). Избирательная комиссия Красноярского края два раза признавала выборы недействительными, но первый раз её решение было отменено судом, второй раз — Центральной избирательной комиссией Российской Федерации, после чего Президент России В. В. Путин, не дожидаясь вступления Александра Хлопонина в должность губернатора края, назначил его исполняющим обязанности губернатора края.

### Губернатор Красноярского края (2002—2010)
На посту губернатора Красноярского края Александа Хлопонина ждало много проблем. Так, например, оценила ситуацию федеральная газета «Известия»:
Наследство Хлопонину досталось тяжёлое — край на первом месте в стране по размеру задолженности по зарплате. Значительная часть крупных промышленных предприятий на грани банкротства, а те, что стабильно работают, зачастую используют все доступные средства для ухода от уплаты налогов. И самое главное — местная власть полностью дискредитирована. Коррупция стала в столице края нормой жизни.Газета "Известия".

#### Социальная сфера
Долги по заработной плате в 2002 году составляли около двух млрд рублей. Из них почти половина — задолженность в бюджетной сфере. С 2003 года задолженностей по зарплате работникам бюджетной сферы уже не было. В 2004 году благодаря совместной работе администрации края и краевой прокуратуры, задолженности по заработной плате во внебюджетной сфере были снижены в 3 раза с 715 млн рублей до 244,4 млн рублей.
В 2006 году губернатор Хлопонин провозгласил приоритетные направления, условно обозначенные как 4Д: «Дети», «Дом», «Демография», «Деревня».
В 2008 году расходы консолидированного бюджета на здравоохранение из различных источников финансирования составили 31 578,0 млн рублей и возросли в текущих ценах в 3,6 раза по сравнению с 2003 годом.

#### Экономическая сфера
С 2002 года по 2010 год удельный вес инвестиций в основной капитал в валовом региональном продукте (процент, значение показателя за год) с 13,4 % в 2002 г. увеличился на 53 % и достиг 25,3 % в 2010 г. Для сравнения в целом по стране эти значения за тот же период составляют 16,3 % и 19,8 % соответственно. А валовой региональный продукт (валовая добавленная стоимость), в текущих основных ценах, с 439 736,9 млн рублей в 2005 году увеличился в 2,4 раза до 1 055 525,0 млн рублей в 2010 году.
В 2004 году удалось уладить вопросы о перерегистрации ряда Финансово-промышленных групп (ФПГ), расположенных на территории Красноярского края, с целью оплаты налогов на его территории, в частности с: Сибирско-Уральской энергетической компанией, Русским алюминием, Норильским никелем. Определённый успех был достигнут также в отношениях с компанией ЮКОС.
15-17 апреля 2004 года был проведён I Красноярский инвестиционный форум, который уже в 2007 году приобрёл всероссийский статус.
В 2004 году были подписаны первые соглашения по реконструкции красноярского аэропорта Емельяново. Строительство новой взлётно-посадочной полосы было завершено в 2009 году и позволило осуществить перевод транзитной посадки «Lufthansa Cargo AG» из аэропорта города Астаны в аэропорт города Красноярска. Присутствие такого ведущего европейского грузового авиаперевозчика, как авиакомпания «Lufthansa Cargo AG», будет являться фактором, способствующим привлечению в Красноярский край других авиаперевозчиков, дальнейшему развитию красноярского аэропорта и рынка авиатранспортных услуг.
В 2004 году была создана Корпорация развития Красноярского края. Задачей которой является привлечение инвесторов в экономику региона (краевая администрация выделила 35 млн руб. в уставный капитал корпорации, который должен составить 100—120 млн руб.). Ожидается, что каждый вложенный рубль принесёт 20-кратную прибыль.
В 2004 году были подписаны первые инвестиционные меморандумы, касающиеся строительства Богучанской ГЭС, которая была заложена ещё в 1974 году, но с 1994 года стройка была фактически законсервирована. Последний девятый гидроагрегат был введён в промышленную эксплуатацию 22 декабря 2014 года.
В 2009 году введено в промышленную эксплуатацию Ванкорское нефтегазовое месторождение. Добыча нефти на месторождении идёт с превышением плана и с использованием передовых технологий. Поскольку добычей занимается Роснефть, то все налоги и доходы от Ванкора уходят в Москву.
В 2009 году начата реконструкция аэропорта «Игарка», 3-й этап реконструкции был завершён в 2013 году.

#### Политическая сфера
В 2004 году выступил с инициативой проведения референдума по объединению Красноярского края с Таймырским (Долгано-Ненецким) и Эвенкийским автономными округами, в 2005 году состоялся референдум по объединению регионов. Новый субъект Российской Федерации — Красноярский край — считается образованным с 1 января 2007 года. При этом, ранее, будучи губернатором Таймырского автономного округа об идее объединения, выдвинутой Александром Лебедем, высказывался против, в частности так: 
"Непонятны действия губернатора Красноярского края, дающего указания по подготовке предложений об объединении Совету Администрации края и лишь после этого ставящего в известность Законодательное собрание и руководство Таймыра и Эвенкии."
В 2004 году Александром Хлопониным был инициирован и 10 декабря принят закон Красноярского края от 10 декабря 2004 г. N 12-2694 "О внесении изменений в Закон края «Об утверждении границы города Норильска с городами Кайеркан, Талнах и посёлком Снежногорск».
С января 2004-го по 2007 год являлся председателем Совета межрегиональной ассоциации «Сибирское соглашение».
С 30 марта по 29 сентября 2006 — член президиума Государственного совета Российской Федерации.
19 января 2010 года вышел в отставку в связи с назначением на должность заместителя Председателя правительства Российской Федерации и полномочного представителя Президента в создаваемом Северо-Кавказском федеральном округе.

### Заместитель Председателя Правительства РФ и Полномочный представитель президента (2010—2014)
19 января 2010 года назначен полномочным представителем президента Российской Федерации в Северо-Кавказском федеральном округе и заместителем председателя правительства Российской Федерации.

#### Социальная сфера
В 2010 году начал действовать молодёжный образовательный форум «Машук» на одноимённой горе, проходящий на поляне «Комсомольская» в Пятигорске.
В 2010 году по инициативе Александра Хлопонина в г. Пятигорске был организован Межрегиональный ресурсный центр.
В 2012 году начал работу Северо-Кавказский федеральный университет, само создание которого неразрывно связано с учреждением СКФО.
С 2010 по 2013 год уровень безработицы в регионе снизился с 16,5 % до 11,2 %.

#### Экономическая сфера
Во многом благодаря Александру Хлопонину реконструкция аэропорта «Минеральные Воды» вышла из застоя и продолжилась с новой силой. В июле 2011 года была открыта взлётно-посадочная полоса с искусственным покрытием ИВПП-2. А в августе 2013 года премьер-министру РФ Д. А. Медведеву был представлен обновлённый терминал.
В декабре 2013 года открылся Всесезонный горнолыжный курорт «Архыз» в республике Карачаево-Черкесия.

#### Политическая сфера
Весной 2012 года около 30 человек в городе Лермонтове устроили голодовку из-за отказа в регистрации части депутатов на выборы в городской совет. После встречи голодающих с Александром Хлопониным голодовка прекратилась.
Во время работы на посту полпреда президента РФ в СКФО прошёл целый ряд громких антикоррупционных процессов. Например, на Ставрополье фигурантами расследований оказались десятки крупных чиновников, включая краевых министров, глав районов, городов и сельских поселений.
12 мая 2014 года президент России Владимир Путин освободил Хлопонина с поста полпреда с сохранением в должности заместителя Председателя правительства Российской Федерации.

#### Оценки работы
19 января 2013 года, оценивая итоги трёхлетней деятельности Хлопонина на посту полпреда, некоторые эксперты скептически оценили достижения в СКФО, назвав ряд нерешённых проблем. Некоторые указывают на то, что в управлении АО «Курорты Северного Кавказа» было назначено много людей близких к Александру Хлопонину, однако не все видят это как нечто отрицательное.

### Заместитель Председателя Правительства Российской Федерации (2014—2018)
С 19 мая 2014 года Александр Хлопонин курировал сферу природопользования и оборота алкогольной продукции, а также вопросы реализации государственной национальной политики, совершенствование организационных и правовых основ национальных отношений. Несмотря на освобождение от должности полпреда, Хлопонин продолжал работу на Северном Кавказе, где курировал деятельность министерства по делам Северного Кавказа.
С 2015 года значительно ускорилось подключение участников оптового звена по реализации алкоголя к Единой государственной автоматизированной информационной системе. А на весенней парламентской сессии 2016 года Александр Хлопонин поручил заняться введением ЕГАИС в торговых точках всех без исключения населённых пунктов.

#### Отставка и дальнейшая карьера
7 мая 2018 года правительство России ушло в отставку, до формирования нового правительства Хлопонин продолжал исполнять обязанности заместителя председателя правительства России. В состав нового правительства не вошёл.
В сентябре 2018 года стал советником ректора Финансового университета при правительстве Российской Федерации Михаила Эскиндарова.
В апреле 2019 года возглавил совет директоров компании «Интергео», входящей в «группу Онэксим» Михаила Прохорова.

## Личная жизнь

### Семья
Отец — Геннадий Тихонович, окончил военный институт иностранных переводчиков и Московский финансовый институт. По распределению работал три года в сельской школе в Лакском районе Дагестана. Мать — Раиса Петровна. Бабушка — Дарья Германовна.
Женат с 1986 года. Жена — Наталья Зурабовна Хлопонина (урождённая Купарадзе), родилась в Москве в грузинской семье. Окончила Московский финансовый институт. Дизайнер интерьеров, занимается архитектурными проектами.
Дочь Любовь (1987 г.р.), окончила факультет международных отношений Финансовой академии при Правительстве РФ. Её муж Никита Шашкин — бизнесмен и инвестор. Его отец Артём был заместителем генерального директора Корпорации развития Северного Кавказа.
Имеет особняк в подмосковной Жуковке.

## Интересы
Коллекционирование записей выступлений Лондонского симфонического оркестра.
Предпочитает командные виды спорта: футбол, хоккей. Шахматы считает искусством и очень их любит
Играл в юношеской команде «Спартака» и в институтской команде по футболу.
В 2003 году имел три мотоцикла: гоночный мотоцикл Yamaha R1, мотоцикл Chopper BMW и мотоцикл Grand Cruiser. Первый мотоцикл BMW ему подарил Лев Кузнецов. После чего Александром Хлопониным был организован мото-клуб «ЕБК-50».
Любит блюда грузинской и русской кухни.

## Доходы
В 2014 получил самый большой доход в правительстве — почти 281 млн рублей за год. В 2017 году доход составил рекордные 3 млрд рублей (в 300 раз больше, чем в 2016) — самый большой доход в истории доходов чиновников России.

## Благотворительность
В 2001 году Александр Хлопонин создал «Губернаторский благотворительный фонд», нацеленный на оказание социальной поддержки и защиту граждан, предоставление возможностей тем, кому необходима помощь. Фонд проработал до 2014 года. Уставной капитал на 1 июля 2012 года составлял 2 900 000 руб.
В 2013 году был восстановлен и начал богослужения Пятигорский Спасский собор, разрушенный в 1937 году. Немалую часть необходимых финансовых ресурсов Александр Хлопонин внёс из собственных средств.

## Награды
- Орден «За заслуги перед Отечеством» IV степени (3 апреля 2008 года) — за большой вклад в социально-экономическое развитие края[74].
- Орден Александра Невского (2012 год)[75].
- Орден Почёта (15 апреля 1998 года) — за большой вклад в производство цветных и драгоценных металлов, многолетний добросовестный труд на предприятиях и в организациях акционерного общества «Норильский комбинат» (Таймырский (Долгано-Ненецкий) автономный округ)[76].
- Орден Республики Тыва (8 мая 2009 года) — за заслуги в укреплении добрососедских отношений и вклад в развитие торгово-экономических, научно-технических, культурных и гуманитарных связей между Республикой Тыва и Красноярским краем[77][78].
- Орден «Славы и Чести» II степени (27 января 2013 года)[79].
- Орден преподобного Серафима Саровского II степени (15 февраля 2013 года) — за активное, сердечное участие в делах Церкви, проявленное им в период его губернаторства, а также за весь труд, проделанный им в крае и городе (Красноярске)[80].
- Орден святого благоверного князя Даниила Московского (РПЦ, 2005 год)[81].
- Почётный гражданин Норильска[82].
- Почётный железнодорожник (2005 год)[83] — за вклад в развитие транспортной железнодорожной сферы[84].
- Почётный знак Центральной избирательной комиссии Российской Федерации «За заслуги в организации выборов» (20 мая 2009 года) — за значительный вклад в организацию и проведение выборов, развитие избирательной системы Российской Федерации[85].
- Лауреат национальной премии бизнес-репутации «Дарин» Российской Академии бизнеса и предпринимательства в 2005 году.

## Собственность
- В Италии в Форте-деи-Марми (Тоскана) Хлопонину принадлежало домовладение общей площадью 899 м² и земельный участок площадью 8,2 тыс. м²[86], которое было продано в 2017 году офшорной компании, связанной с миллиардером Михаилом Прохоровым, за 35,5 миллиона евро (более 2 миллиардов рублей по курсу на середину 2017 года)[87].